# Neal Ascherson
Charles de Neal Ascherson, né le 5 octobre 1932, est un journaliste et écrivain écossais.

## Biographie
Ascherson naît à Édimbourg le 5 octobre 1932. Il a reçu une bourse d'études à Eton. Avant d'aller à l'université, il a fait son service national en tant qu'officier dans les Royal Marines, servant de juillet 1951 à septembre 1952, et voyant le combat en Malaisie. Il a ensuite assisté au King's College, Cambridge, où il a découvert l'histoire et obtenu un diplôme avec une triple étoile premier degré. L'historien Eric Hobsbawm a été son tuteur à Cambridge et a décrit Ascherson comme "peut-être le plus brillant étudiant que j'ai jamais eu. Je ne lui ai pas vraiment appris grand-chose, je l'ai laissé faire.". Il est membre de la société semi-secrète Cambridge Apostles, un club de débat largement réservé aux étudiants les plus brillants.

## Carrière
Après avoir obtenu son diplôme, il a refusé les offres de poursuivre une carrière universitaire. Au lieu de cela, il a choisi une carrière dans le journalisme, d'abord dans The Manchester Guardian , puis à The Scotsman (1959-1960), The Observer (1960-1990) et The Independent on Sunday (1990-1998). Il a écrit des scénarios pour la série documentaire The World at War (1973-74) et la Guerre Froide (1998). Il a également contribué régulièrement à London Review of Books.
Ascherson a donné des conférences et écrit des articles sur les affaires polonaises et d'Europe de l'est,.
Lors de l'élection pour le Parlement écossais en 1999, il s'est porté candidat parti Libéral-Démocrate  dans la circonscription du Renfrewshire occidental, mais n' a pas été élu.
Depuis 2016, Ascherson est professeur invité à l'Institute of Archaeology, University College de Londres,. Il est rédacteur en chef de Public Archaeology, une revue académique associée à l'UCL consacrée aux questions et développements de CRM et d'archéologie publique, depuis sa création en 1999.

## Prix et distinctions
En 1991, Ascherson a reçu un doctorat honoris causa de l'Open University. Le jour de la Fête de la Saint-André 2011, lors de leur réunion d'anniversaire, il est élu membre d'honneur de la Society of Antiquaries of Scotland.

## Vie personnelle
La première épouse de Neal Ascherson était Corinna Adam; le couple s'est rencontré pour la première fois à l'Université de Cambridge et s'est marié en 1958. Ils eurent deux filles ensemble avant de se séparer en 1974. Le couple a divorcé en 1982. Corinna Ascherson, également journaliste, est décédée en mars 2012,.En 1984, il épouse sa seconde femme, la journaliste Isabel Hilton. Le couple vit actuellement à Londres et a deux enfants. Sa tante était l'actrice britannique Renée Asherson.